# محمد زرین‌دست
محمد زرین‌دست معروف به تونی زرین‌دست (زاده ۱۳۱۳ در تبریز – ۸ آذر ۱۳۹۵) هنرمند ایرانی مقیم آمریکا بود. زرین‌دست فارغ‌التحصیل رشته سینما از دانشگاه کالیفرنیا در یوسی‌ال‌ای لس‌آنجلس است. وی فعالیت هنری را با تئاتر آغاز کرد. برادرش علی‌رضا زرین‌دست نیز در حرفهٔ فیلم‌برداری مشغول به فعالیت می‌باشد.

## درگذشت
محمد زرین‌دست شامگاه دوشنبه ۸ آذر ۱۳۹۵ به علت ابتلا به بیماری سرطان در تهران درگذشت.

## فیلمشناسی

### کارگردان
- قفس طلایی (۱۳۸۹)
- سرگیجه (۱۳۸۵)
- گرگینه (۱۹۹۶)
- گربه در قفس (۱۹۷۹)
- شهر آفتاب (۱۳۵۱)
- فاتحین صحرا (۱۳۵۰)
- از یاد رفته (۱۳۴۹)
- شکوه قهرمان (۱۳۴۸)
- پلی بسوی بهشت (۱۳۴۷)
- جاده تبهکاران (۱۳۴۷)
- وسوسه شیطان (۱۳۴۶)
- هاشم خان (۱۳۴۵)
- خانه‌ی شنی (۱۳۴۱)[۲]

### بازیگر
- بی‌پولی (۱۳۸۶)
- سرگیجه (۱۳۸۵)
- فاتحین صحرا (۱۳۵۰)
- از یاد رفته (۱۳۴۹)
- شکوه قهرمان (۱۳۴۸)
- جاده تبهکاران (۱۳۴۷)
- وسوسه شیطان (۱۳۴۶)

### نویسنده
- شهر آفتاب (۱۳۵۱)
- فاتحین صحرا (۱۳۵۰)
- از یاد رفته (۱۳۴۹)
- شکوه قهرمان (۱۳۴۸)
- پلی بسوی بهشت (۱۳۴۷)
- جاده تبهکاران (۱۳۴۷)
- وسوسه شیطان (۱۳۴۶)

### تهیه‌کننده
- فاتحین صحرا (۱۳۵۰)
- از یاد رفته (۱۳۴۹)
- شکوه قهرمان (۱۳۴۸)

## تدوین‌گر
- هاشم خان (۱۳۴۵)